# Boris Volynov
Boris Valentinovich Volynov (em russo:  Борис Валентинович Волынов) (Irkutsk, 18 de dezembro de 1934) é um ex-cosmonauta soviético que voou nas missões do Soyuz 5 e Soyuz 21, do programa espacial soviético.
É graduado da Academia Soviética de Engenharia Militar e possui a classificação de coronel na Força Aérea Soviética. Após ter saído do programa espacial em 1982, ele passou oito anos no cargo de administrador sénior do Centro de Treinamento de Cosmonautas Yuri Gagarin, na Cidade das Estrelas.
Volynov recebeu os títulos de Herói da União Soviética e da Ordem de Lenin.
Seguindo a morte de Alexei Leonov em outubro de 2019, ele se tornou o último sobrevivente do primeiro grupo de cosmonautas.